# Christine Penick
Christine Penick (30 de noviembre de 1956) es una deportista estadounidense que compitió en judo.
Ganó una medalla en el Campeonato Mundial de Judo de 1980, y dos medallas en el Campeonato Panamericano de Judo en los años 1985 y 1988. En los Juegos Panamericanos consiguió dos medallas en los años 1983 y 1987.

## Palmarés internacional
| Campeonato Mundial      | Campeonato Mundial            | Campeonato Mundial | Campeonato Mundial |
| Año                     | Lugar                         | Medalla            | Categoría          |
| ----------------------- | ----------------------------- | ------------------ | ------------------ |
| 1980                    | Nueva York (Estados Unidos)   | Medalla de bronce  | –66 kg             |
| Juegos Panamericanos    |                               |                    |                    |
| Año                     | Lugar                         | Medalla            | Categoría          |
| 1983                    | Caracas (Venezuela)           | Medalla de oro     | –66 kg             |
| 1987                    | Indianápolis (Estados Unidos) | Medalla de bronce  | –66 kg             |
| Campeonato Panamericano |                               |                    |                    |
| Año                     | Lugar                         | Medalla            | Categoría          |
| 1985                    | La Habana (Cuba)              | Medalla de oro     | –66 kg             |
| 1988                    | Buenos Aires (Argentina)      | Medalla de oro     | –72 kg             |